# Чёрная Русь
Чёрная Русь — историческое западноевропейское название части земель Руси по «колористической» (цветной) схеме, в которую входили также Белая и Червонная Русь.
В разных исторических источниках словосочетание «Чёрная Русь» относилось к разным историческим территориям, выступая либо как термин политической географии, либо как название определённого историко-культурного региона — Верхнего Понеманья.

## Неустойчивый политический термин

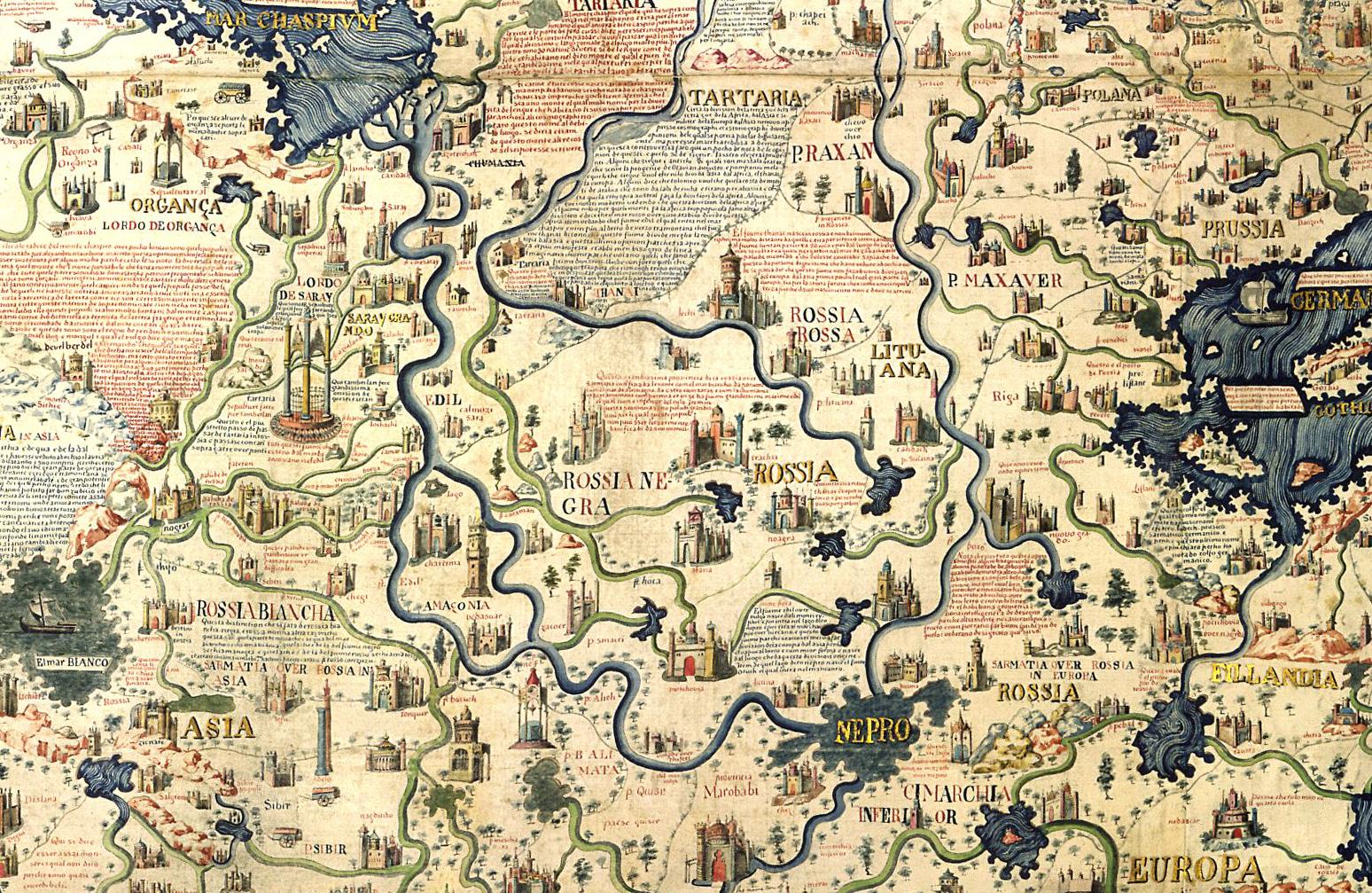
Русь на карте Фра Мауро (1450). Указаны Червонная Русь (Rossia Rossa), Чёрная Русь (Rossia Negra), Белая Русь (Rossia Biancha) и другие земли Руси (Rossia). Карта ориентирована на юг (юг сверху).

Многими западными географами в XVI—XVIII веках предпринимались попытки соотнести колористическую схему с дихотомической византийской схемой Малой и Великой Руси, отождествляя Чёрную Русь с Малой Русью, а также подгоняя эти понятия под политические границы. Сложности наложения тройственной колористической схемы на двойственную политическую, а также дихотомическую византийскую схему приводили подчас к противоречивым результатам. В некоторых случаях термины Чёрная и Красная Русь выступали как альтернатива друг другу в обозначении всей Малой, либо польско-литовской части Руси, иногда упоминались как синонимы. Отдельные авторы, такие как немецкий географ Хюбнер, соотносили Красную Русь с Малой, а Чёрную — с Великой.
На карте фра Мауро (1450) Чёрной Русью (итал. Rossia Negra) именуется приволжская Русь, характеризованная как ядро русских земель. Ей дано следующее описание: «Эта огромнейшая область, имеющая границу на востоке по Белому морю, на западе граничит с Немецким морем, на юге простирается до города Сарая и Кумании, а на севере до области Пермия. По ней протекают реки, отличающиеся огромной величиной, крупнейшая из которых Эдиль, которая по своей величине не уступает Нилу».
У Жака Маржерета Чёрной Русью, напротив, обозначаются русские земли, подвластные Речи Посполитой: «Нужно также знать, что есть две России, именно: та, что носит титул империи, которую поляки называют Белая Русь, и другая — Чёрная Русь, которой владеет Польское королевство и которая примыкает к Подолии. Господином этой Чёрной Руси называет себя польский король в своих титулах, когда говорит: великий князь литовский, русский, прусский и т. д.».
Данное название известно по западноевропейским источникам XV—XVII вв. и не встречается ни в одном из восточнославянских источников. Одним из первых в России Чёрную Россию упоминает историк Василий Татищев: «В руских древних историях сего названия не упоминается, но заключалось частию в Древлянском княжении, частию Литвы, только находится в титуле царя Алексия положено так: всея Великия, Малыя, Белыя, Черныя и Червонныя Руси, как мне такие грамоты видеть случилось, но по учинении мира и возвращении оных полякам в титуле только три первые оставлены, польские же оное в титуле за едино с Литвою почитают».

## Верхнее Понеманье

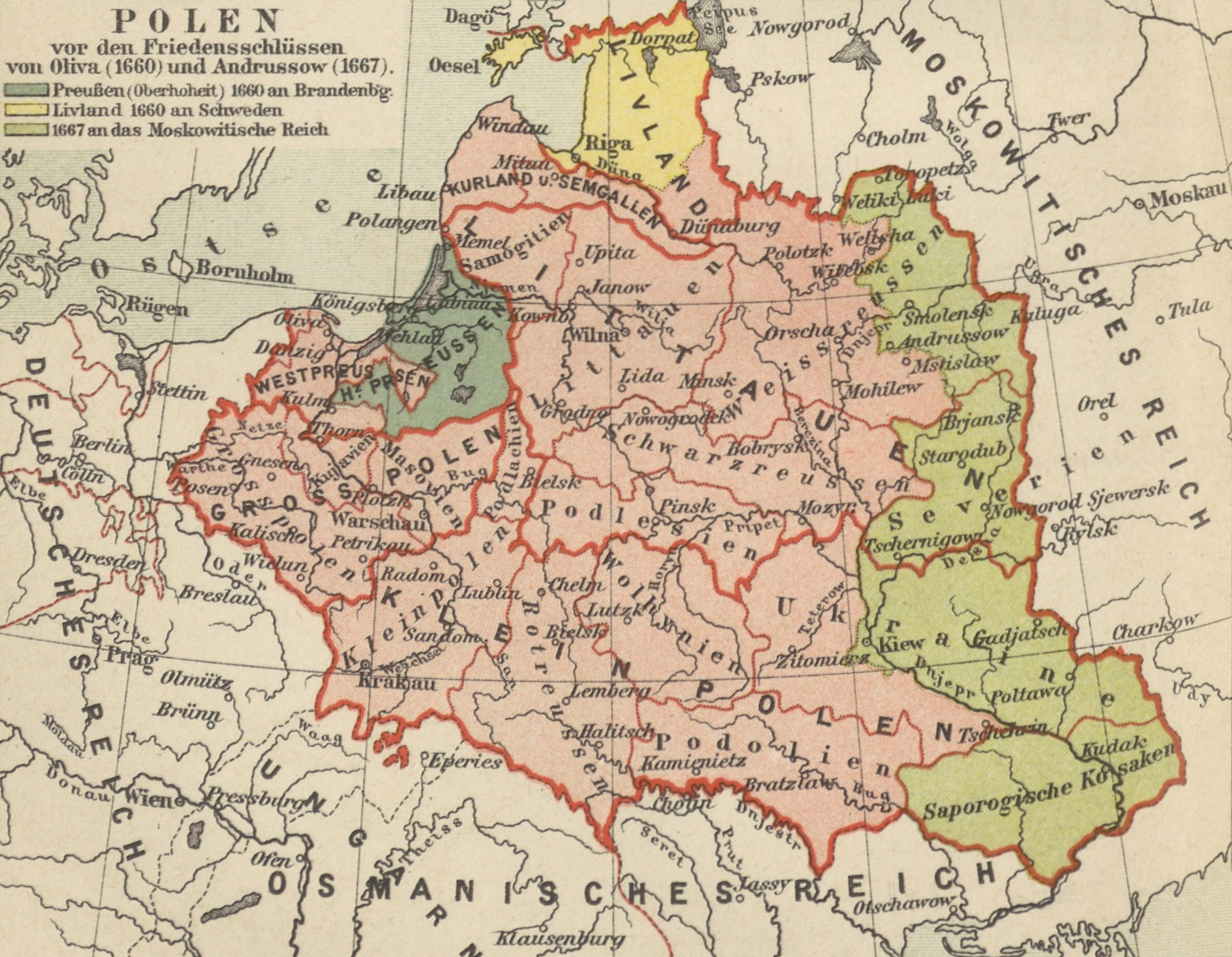
Чёрная Русь (Schwarzreussen) на немецкой карте 1890 года, отображающей Речь Посполитую в 1660 году. Чёрная Русь расположена между Литвой и Полесьем, вокруг Новогрудка.

В более узком смысле, Чёрная Русь — название, применяющееся в историографии и литературе (чаще с XVIII в.) в отношении территории Верхнего Понеманья в период существования Городенского княжества (XII в.) и становления Великого княжества Литовского (ВКЛ) в XIII—XIV вв. Охватывала верхнее течение Немана с Городеном (Гродно), Новгородком, Слонимом, Волковыском, а также Несвижем, Здитовом, Турийском и Мозырем. Историк В. Н. Татищев локализовал её в Полесье, упоминая селение Чарторийск.

### История

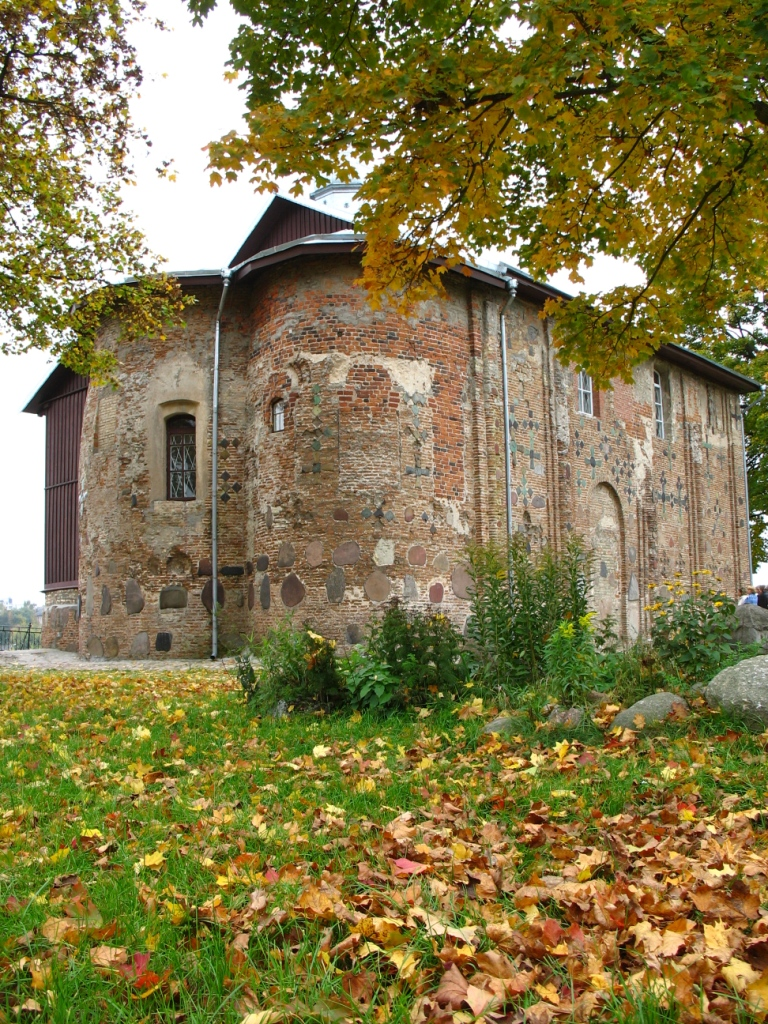
Коложская церковь — единственный сохранившийся памятник городенского зодчества XII века.

Чёрная Русь до XIII в. частично принадлежала Полоцкому княжеству, а в XIII в., вместе с некоторыми балтскими землями, составляла основное ядро ВКЛ.
В 1240-е годы Чёрная Русь (в частности, города Волковыск, Новогрудок и Слоним) вошла в состав владений [каких?] великого князя литовского Миндовга, в 1253 коронованного как «король Литвы». Согласно Матею Стрыйковскому и Густинской летописи Миндовг был коронован в Новогрудке.
Но в 1255 году Чёрная Русь была уступлена Даниилу Галицкому, который «захватил всю землю Литовскую и Гальшанскую — Гродно, Волковыск, Слоним — всю вотчину земли их, и пришёл Миндовг просить мира». Даниил Галицкий передал данные города своему сыну — Роману Данииловичу, за которым она оставалась в течение нескольких лет, до убийства Романа Даниловича, предположительно в 1258 г., Войшелком и Товтивилом. В том же году брат Даниила Галицкого — Василько Романович, совместно с татарскими полками во главе с Бурундаем разорил города Чёрной Руси. После чего началась новая война с Даниилом Галицким. В результате эти земли вновь перешли под контроль Миндовга (правда, тот в начале 1260-х вернулся к язычеству и формально потерял право оставаться христианским королём), а после его убийства в 1263 — последующих правителей ВКЛ.
Сын Миндовга — Войшелк, став после смерти Миндовга великим князем литовским, имел резиденцию в столице отца — Новогрудке. Но в 1267 году передал власть в Литве сыну Даниила Галицкого — Шварну Даниловичу, который был мужем сестры Войшелка. Столицей Литвы при Шварне и Тройдене (согласно Ипатьевской летописи) также оставался Новогрудок.
Города Чёрной Руси служили резиденциями и других князей ВКЛ: в частности, на рубеже XV в. в Гродненском Старом Замке держал свой двор Витовт, в XVI веке — Стефан Баторий. А Новогрудок в XIV веке был столицей Литовской православной митрополии.

## Этимология
По одной из версий, название могло происходить от восточно-азиатской цветовой аналогии сторонам света. Входит в тройку «цветных» русских земель: Чёрная Русь (то есть «северная»), Червонная Русь («южная») и Белая Русь («западная») (ср., например, Синяя Орда («восточная»), Белая Орда («западная») и т. д.). Впервые вся тройка «цветных» русских земель (Белая Русь соседствует с Белым озером, а Чёрная Русь находится между ней и Красной (Червонной) Русью) появилась на известной карте монаха Фра Мауро 1459 года. На этой карте дано следующее объяснение:
Questa distincion che si fata de rossia biancha, negra e rossa non ha altra cason cha questa, çoè quela parte de rossia che è de qua dal mar biancho se chiama biancha, quela ch’è de là dal fiume negro se chiama negra e quela ch’è de là dal fiume rosso se chiama rossa.

Сие различение, что делается между Россией Белою, Чёрною и Красною, не имеет иной причины, чем таковая, что та часть России, что находится вблизи Белого моря, зовётся Белою; та, что находится у Чёрной реки, зовётся Чёрною; и та, что находится у Красной реки, зовётся Красною.
Среди историков имеется ещё одна гипотеза происхождения: на ту часть Западной Руси, где уже было распространено христианство, перешло название «Белая Русь», а территория современной Гродненской области долго оставалась языческой и поэтому могла обозначаться соседями ВКЛ как «Чёрная Русь».